# コロネイアの戦い (紀元前394年)
コロネイアの戦い（英：Battle of Coronea）は、コリントス戦争において紀元前394年にアゲシラオス2世率いるスパルタおよびその同盟軍と、テバイとアルゴスおよびその他からなる連合軍との間で戦われた会戦である。

## 背景
紀元前395年にアケメネス朝ペルシアの支援の下でアテナイ、アルゴス、コリントス、テバイが反スパルタの兵を上げ、コリントス戦争が起こった。開戦当時、小アジアでペルシアの太守たちと戦っていたスパルタ王アゲシラオス2世は本国から帰国を求める使者が送られると、優位性に戦いを進めていたにもかかわらず、軍と共に帰国を決定した。彼はヘレスポントスを通ってアジアからヨーロッパへ渡り、トラキアを通ってテッサリアへ入り、そのまま南進してペロポネソス半島へ戻ろうとした。
その途上でアゲシラオスの軍はテッサリア騎兵の攻撃を受けたが、それを撃退し、次いでアテナイ、アルゴス、コリントス、アイニア、エウボイア、ロクリス、そしてテバイ中心のボイオティアの軍（以下連合軍と呼ぶ）がアゲシラオスの帰国を防ごうとして彼の軍に対陣してくると、アゲシラオスはそれに応じ、軍に戦闘隊形を組ませた。
この時、アゲシラオス軍はスパルタ人部隊、ヘリッピダスが率いていたネオダモデス部隊、オルコメノス、フォキス、小アジアおよび途上で合流したヨーロッパの同盟国の軍からなっていた。騎兵の数では同じ位だったが、軽装歩兵はアゲシラオス軍の方が多かった。
ヘリコン山の麓近くのコロネイアの平原で対峙した両軍の陣立ては以下の如くである。アゲシラオス軍では、アゲシラオス自らが右翼を率い、オルコメノス軍が左翼をなした。対し、連合軍はテバイ軍が右翼を、アルゴス軍が左翼をなした。

## 会戦
両軍の距離が1スタディオン（約180メートル）ほどになると、テバイ軍が鬨の声を上げて攻撃を仕掛け、3プレトロン（90メートル）になるとアゲシラオス軍の中央のネオダモデスおよび小アジアの同盟軍、続いて右翼のアゲシラオス隊が連合軍に攻撃を仕掛け、全面の敵を敗走させた。アルゴス軍は戦わずしてヘリコン山へと遁走した。
しかし、アゲシラオス軍左翼では、オルコメノス軍がテバイ軍に敗走させられ、テバイ軍は後方の輜重隊を襲って略奪を働いた。これを聞いたアゲシラオスは遁走する敵を追わずに反転してテバイ軍を攻撃しようとした。これを知り、敵に包囲されるのを恐れたテバイ軍は敵を突破して撤退しようと戦列を組んだ。これに対し、アゲシラオスは――この措置はクセノポンが賞賛していることであるが――敵をやり過ごしてその殿を攻撃せずに敵と正面から戦った。結果、テバイ軍はその多くが戦死し、一部がヘリコン山へと退却した。
ディオドロスによれば、連合軍は600人以上の戦死者を出したのに対し、アゲシラオス軍の戦死者は350人であり、総司令官のアゲシラオス自身が負傷した。

## その後
アゲシラオスは敵兵80人が神殿に避難したことを聞くと、部下に彼らを見逃して好きなところへ行かせるよう命じた。戦いの翌日、アゲシラオスは部下のギュリスに戦勝塚を立てさせ、テバイ人から戦死者の遺体の回収と埋葬を要請する使者がやってくると休戦の上でそれを許した。そして、その後、アゲシラオスは成功裏に帰国し、ペロポネソス半島での戦いに加わった。

## 註
1. ↑  クセノポン, IV. 2. 1-4
2. ↑  クセノポン, IV. 3. 3-9
3. ↑  クセノポン, IV. 3. 15
4. ↑  クセノポン, IV. 3. 16
5. ↑  クセノポン, IV. 3. 17
6. ↑  クセノポン, IV. 3. 18
7. ↑  クセノポン, IV. 3. 19
8. ↑  ディオドロス, XIV. 84
9. ↑  クセノポン, IV. 3. 20
10. ↑  クセノポン, IV. 3. 20-21